# Río Cañar
Der Río Cañar, im Oberlauf Río Huayrapungu, ist ein etwa 145 km langer Zufluss des Pazifischen Ozeans in Ecuador.

## Flusslauf
Der Río Cañar entspringt in der Cordillera Occidental auf einer Höhe von etwa 3900 m. Er fließt anfangs 20 km in südsüdwestlicher Richtung. Anschließend wendet sich der Río Cañar nach Westen. Nördlich des Flusslaufs liegt die Kleinstadt El Tambo, südlich die Kleinstadt Cañar. Der Río Cañar durchfließt die Provinz Cañar in westlicher Richtung. Nach knapp 90 Kilometern erreicht der Fluss die Küstenebene. Die Flüsse Río Patul, Río de Piedras und Río Norcay münden von Süden kommend in den Río Cañar. Bei Flusskilometer 50 erreicht der Río Cañar die Provinz Guayas. Schließlich mündet der Río Cañar in den Golf von Guayaquil. Das Mündungsgebiet liegt in der Reserva Ecológica Manglares Churute.

## Hydrologie
Der Río Cañar entwässert ein Areal von 2384 km². Der mittlere Abfluss beträgt 53 m³/s.

## Wasserkraftnutzung

### Wasserkraftwerk Ocaña
Das Wasserkraftwerk Ocaña (⊙) befindet sich bei Flusskilometer 63 am Río Cañar, knapp 14 km südöstlich der Stadt La Troncal. Es wurde zwischen März 2009 und Januar 2012 errichtet. Ein 5 m hohes und 37,2 m langes Wehr (⊙ vom Typ Creager, 0,537 m³/s ökologisch-bedingter Mindestabfluss) befindet sich 8,4 km flussaufwärts auf einer Höhe von 845 m. Es besitzt eine 55 m lange Fischleiter. Eine 157 m lange Niedrigdruck-Wasserleitung (1,9 m Ø), ein 6390 m langer Stollen, ein 42,6 m hohes Wasserschloss (3,8 m Ø) sowie eine 1085 m lange Druckleitung (1,9–1,6 m Ø) führen das Wasser dem 455 m hoch gelegenen Kraftwerk zu. Dieses besitzt zwei vertikale Pelton-Turbinen zu je 13 MW. Die Fallhöhe beträgt 373 m. Die Ausbauwassermenge liegt bei 8,2 m³/s. Die beiden Einheiten liefern eine elektrische Spannung von 13,8 kV, welche anschließend auf 69 kV hochtransformiert wird.